# حزب الشعب الجزائري
تأسس حزب الشعب الجزائري في 11 مارس 1937 م في فرنسا، بعد حظر نجم شمال إفريقيا، في ظل الجبهة الشعبية الحاكمة آنذاك، لأنه كان يُنظر إليه على أنها تهديد لسلطة الدولة، ويعتبر هذا الحزب الجديد امتدادًا له حيث حافظ على اتجاهه وهياكل وأهدافه. في عام 1938، رافع حزب الشعب الجزائري لصالح تحرير الشعب الجزائري.

## التاريخ
تأسس حزب الشعب الجزائري في فرنسا، حيث حضر الاجتماع التأسيسي أزيد من 300 مناضل وتم انتخاب مصالي الحاج رئيسا للحزب الذي قرر نقل نشاطاته إلى الجزائر بعد عودة هذا الأخير إليها في 18 جوان 1937 بسرعة أصبح حزب الشعب منظمة سياسية قوية، وحركة وطنية بحتة عرفت بقوة التنظيم والانتشار الواسع في كل المدن الجزائرية مستفيدا من مناضلي النجم السابقين وتجاربهم السياسية، وأصدر حزب الشعب عدة صحف لنشر أفكاره ومبادئه ومنها الأمة - الشعب التي كان يديرها مفدي زكريا، البرلمان الجزائري هذه الأخيرة كان يحررها المساجين من داخل سجن الحراش وتقدم للمناضلين في الخارج لطبعها وتوزيعها إلى غاية وقتنا الحالي يعتبر مصالي الحاج أب الوطنية وما زال هناك أنصار ينشطون وينتظرون الاعتماد.
- 2 نوفمبر 1937 بالجزائر العاصمة، بدأت محاكمة أربعة من قادة حزب الشعب بتهمة إعادة تشكيل جمعية تم حلها في يناير 1937، ومهاجمتهم السيادة الفرنسية.[4]
- 27 أكتوبر 1938، ألقي القبض على أربعة من قادة حزب الشعب بتهمة «أنشطة مناهضة للفرنسيين» وإعادة تشكيل رابطة منحلة.[5]

بمناسبة محاكمته، قرأ مصالي نصًا - وفقًا لمجلة الشعبية:(بالفرنسية: Le Populaire)‏(1) - جاء فيه:
| حزب الشعب الجزائري | مطلبنا السياسي الرئيسي هو إنشاء برلمان جزائري، لكن ليس على نموذج البرلمان الموجود بالفعل في شكل وفود مالية والذي يشكل برلمانًا غير ديمقراطي. نطالب بتحويلها إلى جمعية جزائرية منتخبة بالاقتراع العام دون تمييز بسبب العرق أو الدين. يجب ألا تتجاهل فرنسا الوضع الحقيقي لمواطني شمال إفريقيا ، في مواجهة الوعود التي تحملها الفاشية في أعينهم. هل ستصر فرنسا 'الجبهة الشعبية' على سياستها الحالية؟ هل ستسمح باستمرار استخدام قانون السكان الأصليين وقوانين الطوارئ ضد السكان الأصليين؟ هل ترفض دائما الحريات الديمقراطية للشعب الجزائري؟ ليس لدينا أي طعم للفاشية أو الإمبريالية ، لكننا نحب الحرية والديمقراطية ونرد بكل قوتنا جميع القيود والضغوط | حزب الشعب الجزائري |

- مارس 1938، بلغ عدد قادة حزب الشعب الجزائري المعتقلين العشرة.[7]
- سبتمبر 1939، حُظر حزب الشعب الجزائري بتهمة التواطؤ مع ألمانيا النازية،[8] واعتقل 28 من مسؤوليه في 4 أكتوبر. وظل ينشط في الخفاء، حيث أعيد تنشيطه في عام 1940 بعد هزيمة يونيو 1940.[9]
- 1 مايو 1945، نظم حزب الشعب الجزائري مسيرة حظرها 20 000 متظاهرمن السكان الأصليين في الجزائر العاصمة.[9] عانى الحزب من القمع الذي أعقب مذبحة سطيف عام 1945.
- عام 1946 أُفرج عن مصالي الحاج وأنشأ حركة انتصار الحريات الديمقراطية (MTLD) التي كانت وظيفتها ضمان الوجود القانوني لحزب الشعب الجزائري.

## برنامجه
منذ تأسيسه اتخذ حزب الشعب الجزائري شعاره الخاص«لا اندماج، لا انفصال، لكن تحرّر». في محاولة منه لتجنّب المواجهة المباشرة مع السلطات الفرنسية على غرار ما وقع للنجم وكان الحزب يؤمن بشعار «أن الحقوق تؤخذ ولا تعطى».
ويظهر من خلال برنامج حزب الشعب الجزائري أنّه مثّل الحركة الوطنية الثورية في الثلاثينات باعتباره خطابا واضحا واعتماده مطالب وطنية بحتة تمثلت في:
- إنشاء حكومة مستقلة عن فرنسا.
- إنشاء برلمان جزائري. - احترام اللغة العربية والدين الإسلامي.
- إلغاء قانون الأهالي وكل القوانين الاستثنائية. و
- ضمان حرية ة الصحافة إلى غيرها من المطالب التي عبّر عنها الحزب في مختلف المواقف، ونشرها في جرائده الخاصة

## مساره السياسي
كان للحزب نشاطا سياسيا مكثفا ممّا أكسبه ثقة الشعب والتفافه حوله، واتساع قاعدته الشعبية في مختلف المدن الجزائرية، وأصبح في ظرف وجيز حزبا وطنيا شعبيا يحسب له ألف حساب خاصة من طرف السلطات الاستعمارية التي كانت تراقب تحركات منا ضليه ونشاطهم، هذه الأخيرة لم تتوان في إصدار قرار حل حزب الشعب يوم 26 سبتمبر 1939 والزج بزعمائه في السجن، والحكم على رئيسه مصالي الحاج بالأشغال الشاقة.و هكذا طويت صفحة حزب الشعب في نظر الإدارة الفرنسية لكن النشاط الوطني سيعرف مرحلة أخرى أثناء الحرب العالمية الثانية وبعدها.

## هوامش
1 : مجلة أسبوعية اشتراكية وعالمية